# Eurranthis plummistaria
Eurranthis plummistaria là một loài bướm đêm trong họ Geometridae.

## Hình ảnh

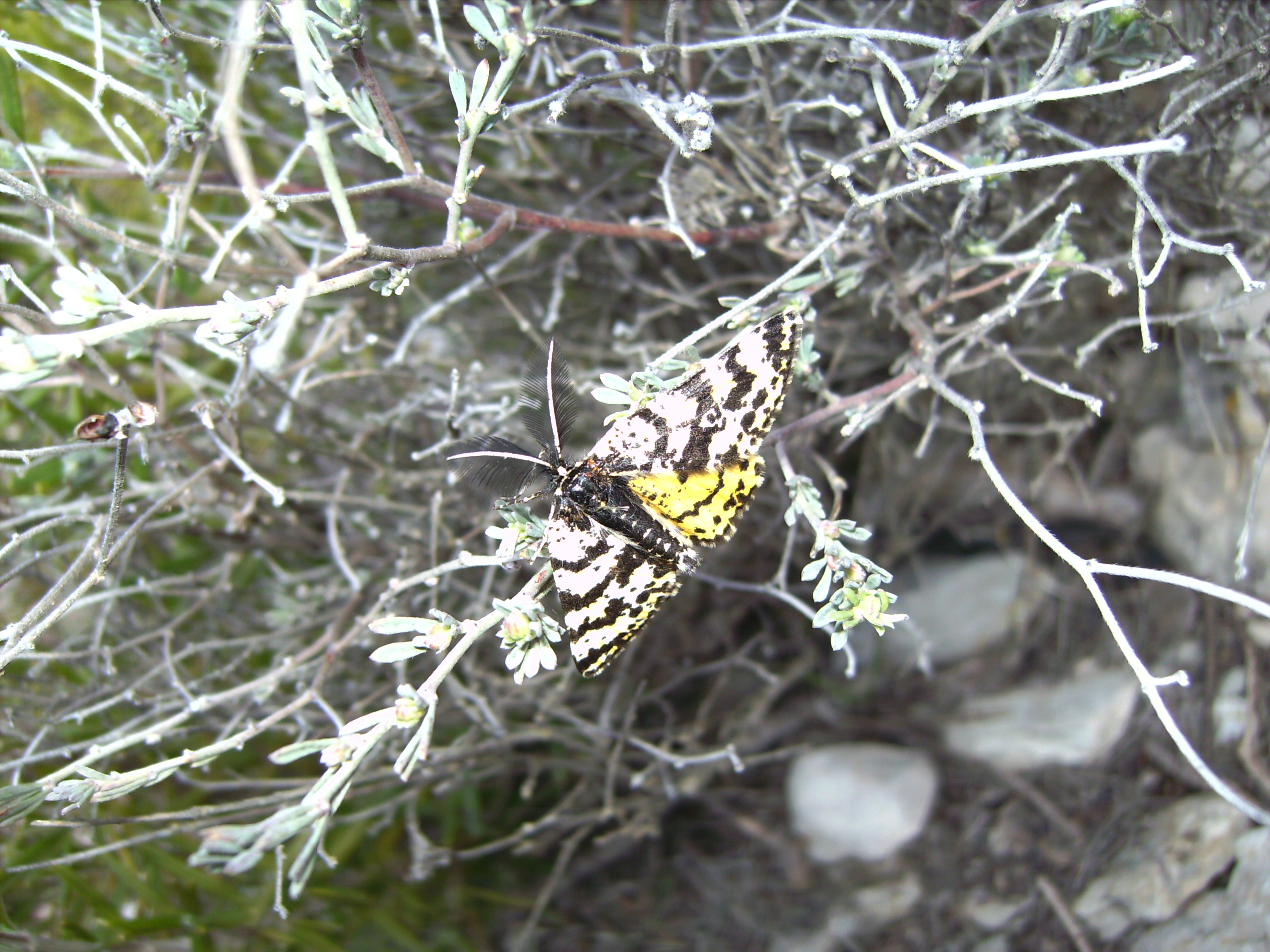
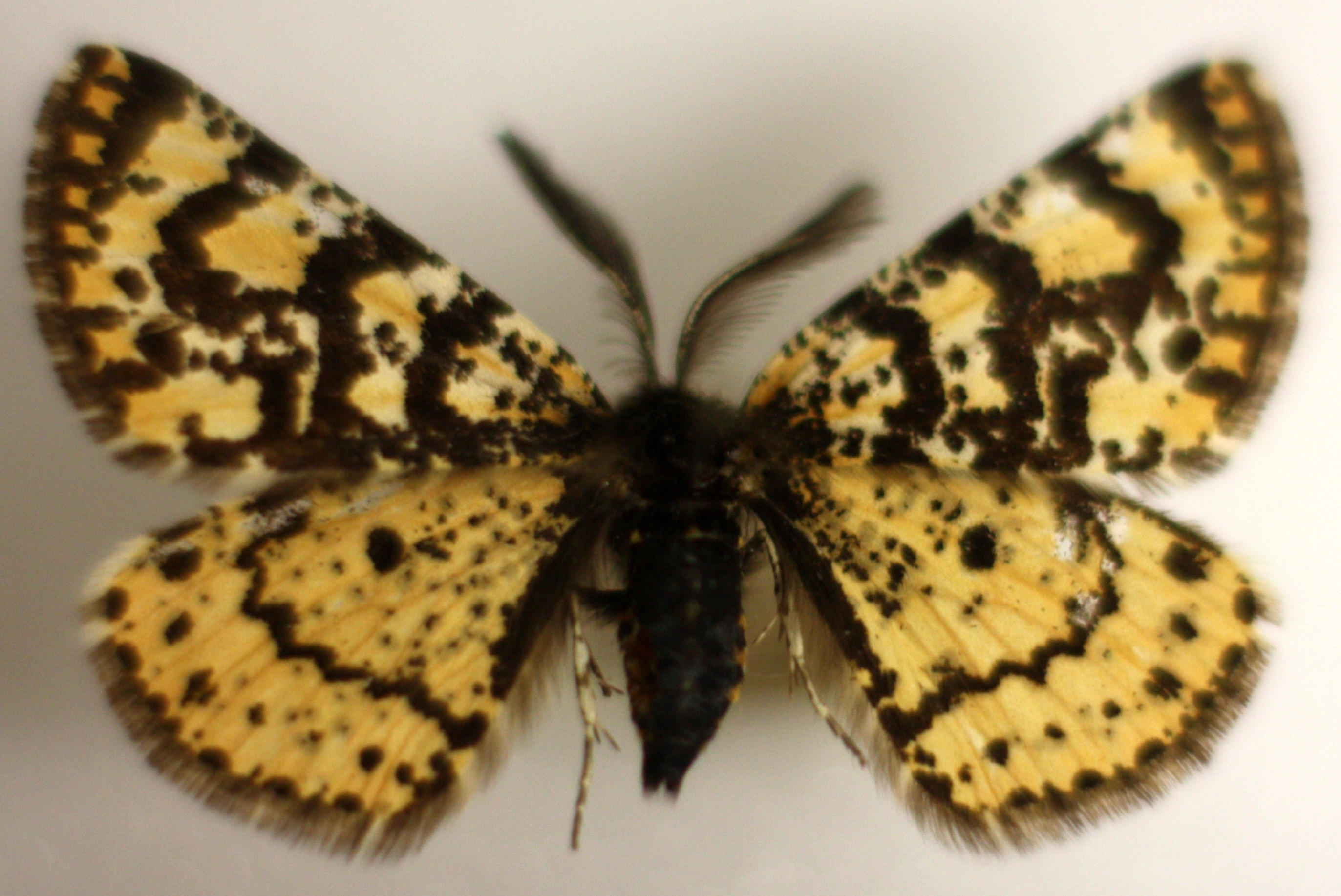
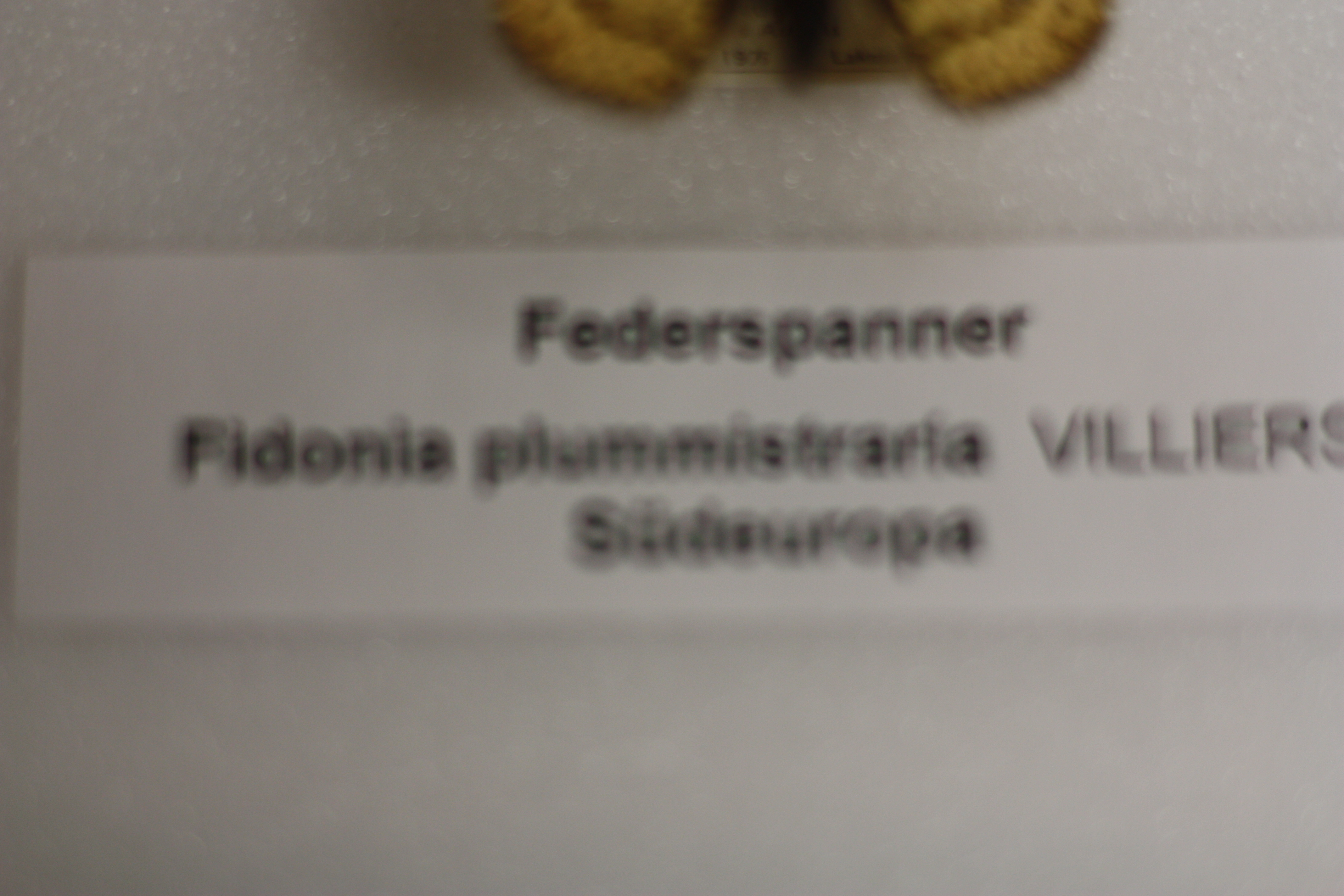
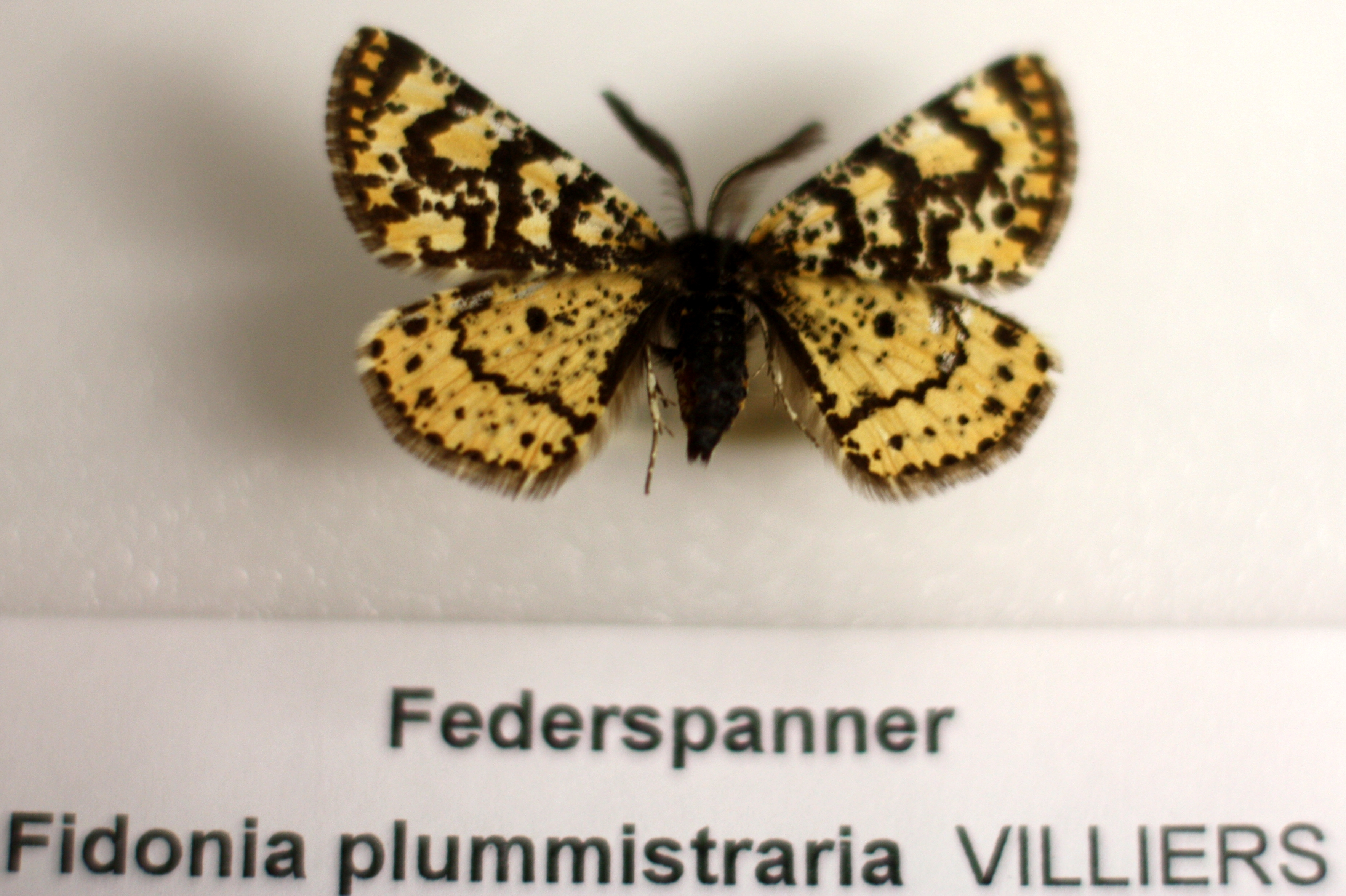